# Pardaleodes
Pardaleodes là một chi bướm ngày thuộc họ Bướm nâu.